# Michael Bublé Meets Madison Square Garden
Meets Madison Square Garden é um álbum ao vivo de Michael Bublé, lançado em 2007.
Já o DVD que captou todos os elementos em torno do show, também inclui um documentário de Bublé e os bastidores, preparativos da performance do cantor no lendário Madison Square Garden (NYC), incluindo um retrato íntimo e complexo do cantor com entrevistas e momentos do pré e pós show.
Também mostra cenas de Bublé ao visitar a famosa casa de show de NYC "Blue Note Club", onde foi realizado o primeiro show do artista na cidade de Nova York há mais de seis anos antes da explosão para o cenário musical.
O conteúdo do documentário foi dirigido e produzido por Jason Hehir ao lado de Dick Carruthers, quem filmou o espetáculo no Madison Square Garden.
O álbum venceu um Grammy na categoria "Best Traditional Pop Vocal Album".

## Faixas

### CD
1. "I'm Your Man"
2. "Me And Mrs. Jones"
3. "Call Me Irresponsible"
4. "I've Got The World On A String"
5. "Lost"
6. "Feeling Good"
7. "Home"
8. "Everything"
9. "Crazy Little Thing Called Love"
10. "Song For You"

### DVD
1. "I'm Your Man"
2. "Me And Mrs. Jones"
3. "Call Me Irresponsible"
4. "I've Got The World On A String"
5. "Lost"
6. "Feeling Good"
7. "Home"
8. "Everything"
9. "Crazy Little Thing Called Love"
10. "Song For You"
11. "Stardust"
12. "You're Nobody 'Til Somebody Loves You"
13. "New York New York"
14. "Fever"